# Niebieska tablica

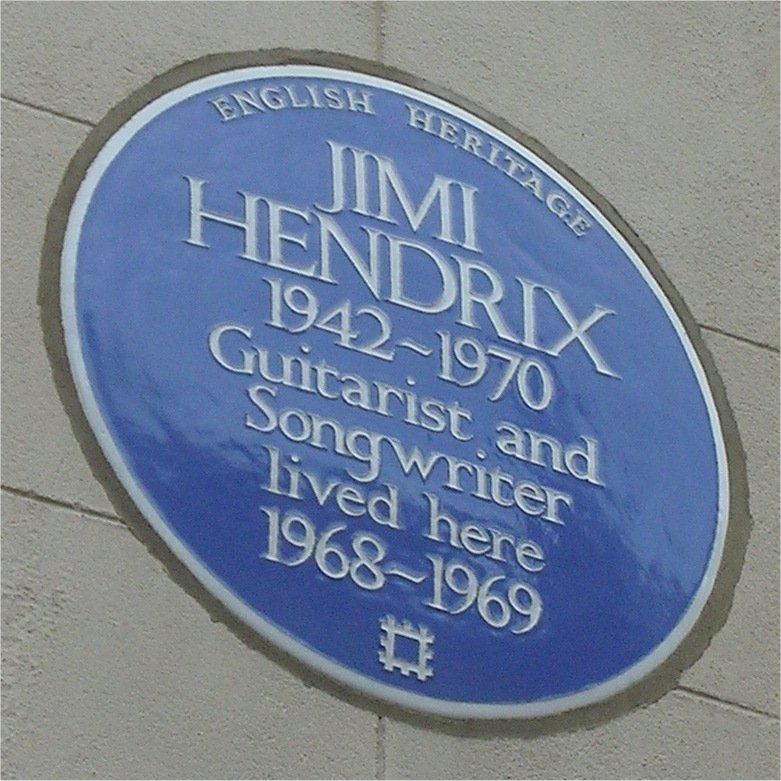
Tablica upamiętniająca Jimiego Hendrixa w Londynie

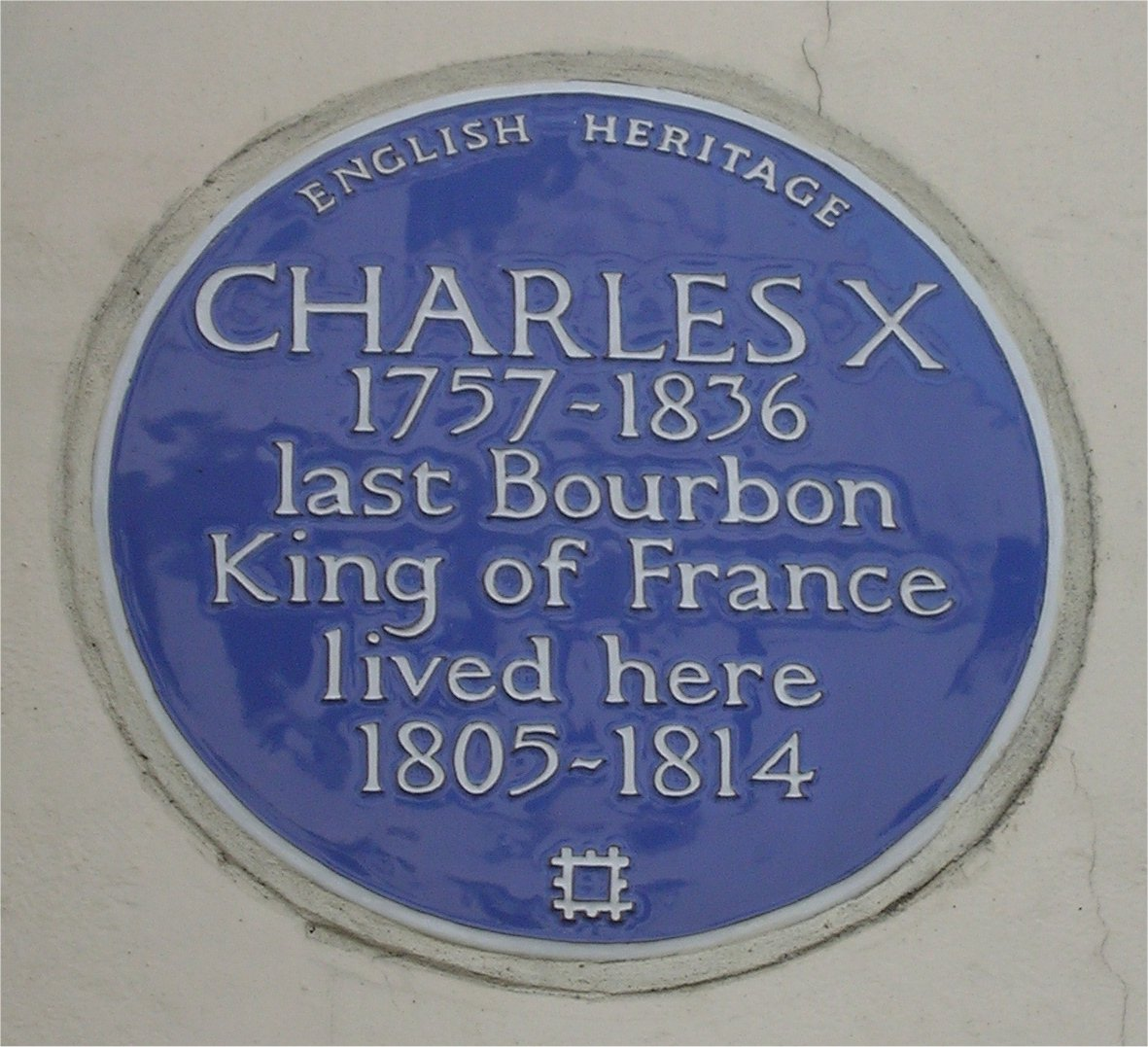
Tablica upamiętniająca Karola X Burbona

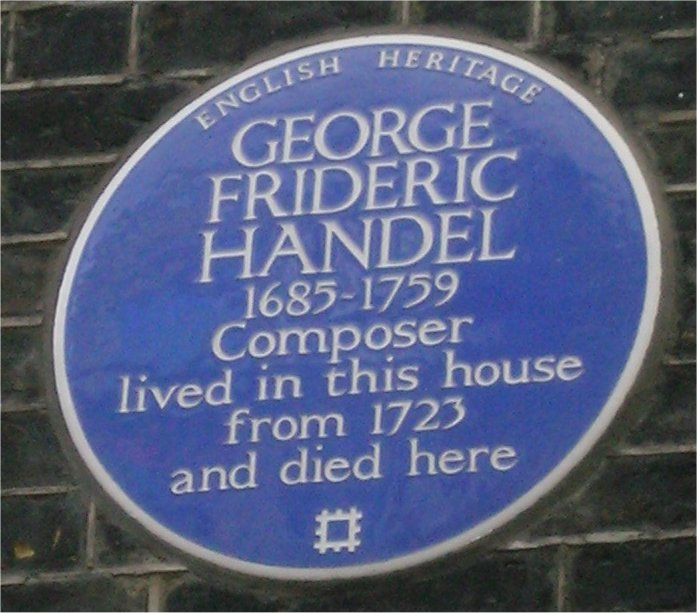
Tablica upamiętniająca Georga Friedricha Händla

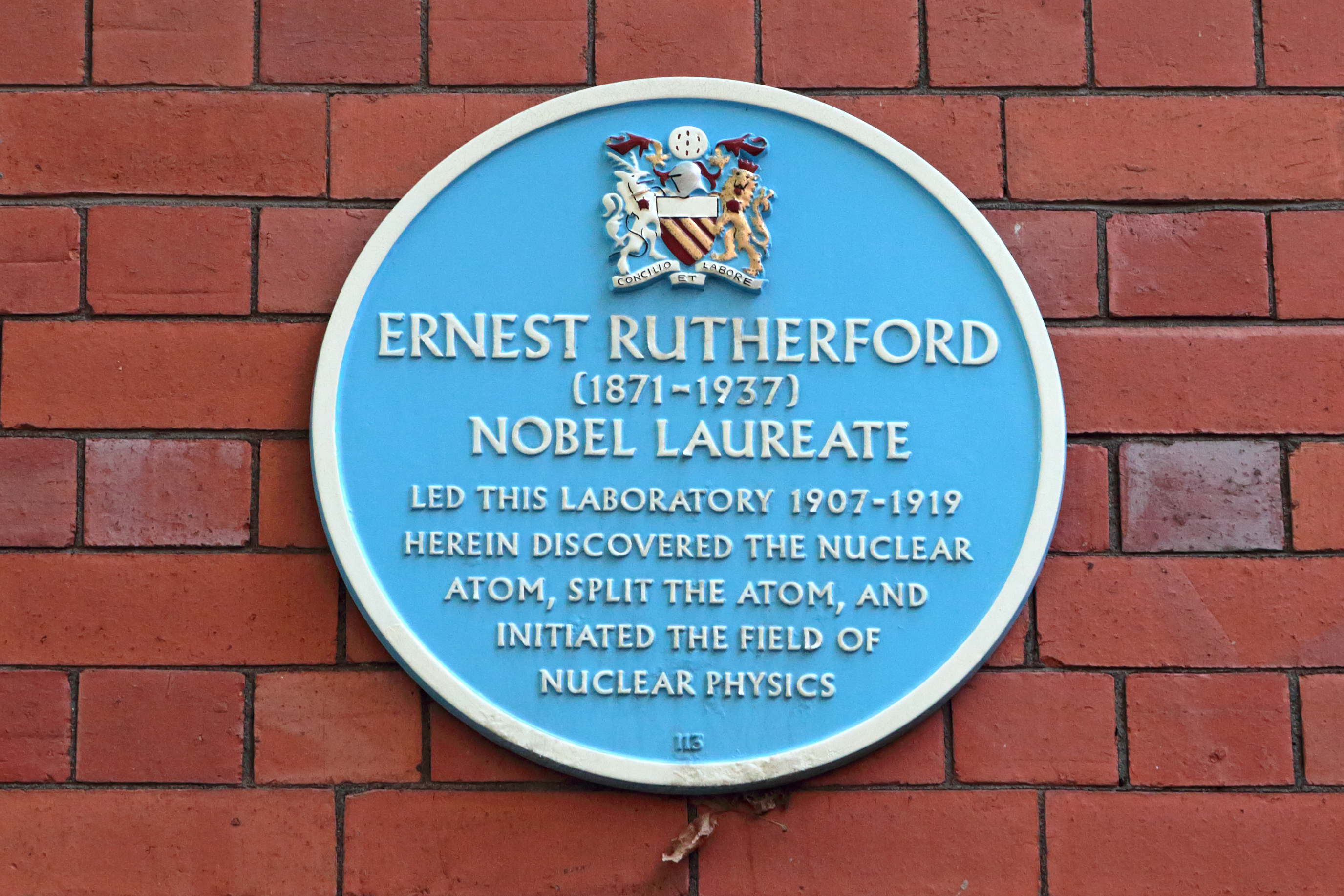
Ernest Rutherford – tablica na budynku laboratorium w Manchesterze, gdzie uczony prowadził badania

Niebieska tablica (ang. blue plaque) – tablica informacyjna instalowana w Wielkiej Brytanii w miejscach publicznych w celu upamiętnienia związku pomiędzy lokalizacją a sławną osobą lub zdarzeniem historycznym.
Najstarszy i największy (ponad 1000 tablic) system funkcjonuje w Londynie, współcześnie zarządzany przez organizację English Heritage. Podobne działają w wielu innych brytyjskich miastach.

## Historia
Oryginalny system niebieskich tablic jest prowadzony przez English Heritage. Program został założony w 1867 roku przez Royal Society of Arts (RSA). Początkowo tablice miały różne kształty i kolory. RSA najczęściej używało tablic w kolorze czekoladowego brązu, wykonane przez Minton, Hollins & Co.
W 1901 roku system ten przejął London County Council (LCC). LCC zdecydował zachować podstawowy kształt i wygląd tablic, z wyjątkiem koloru, który zmieniono na niebieski. Nowy wygląd tablic był konsekwentnie używany w latach 1903-1938, jednak w latach 20 XX wieku wciąż powstawały tablice z brązu, kamienia i ołowiu. Kształt i kolor również były zróżnicowane. W 1921 roku najpowszechniejszy projekt tablicy został zmieniony – zaczęto używać tańszych wyrobów szkliwionych Doultona. W 1938 roku nowy projekt tablicy przygotowany przez nieznanego ucznia Central School of Arts and Crafts został zatwierdzony przez komisję LCC. Z tablicy zostały usunięte elementy dekoracyjne i poprawiono czytelność napisu. Pierwsza taka tablica, w kolorze brązowym, upamiętnia kompozytora Wolfganga Amadeusa Mozarta na Ebury Street (Belgravia). Krótko później dodano białe obramowanie oraz zaczęto powszechnie używać błękitne tło. Ten wygląd pozostaje standardem do dziś.
W 1965 roku system niebieskich tablic przejął Greater London Council (GLC). Program niewiele się zmienił, jednak GLC postanowił rozszerzyć krąg upamiętnionych osób. GLC wzniósł 252 tablic, m.in. Sylvia Pankhurst, Samuel Taylor Coleridge i Mary Seacole.
Po rozwiązaniu GLC w 1986 roku system tablic przejął English Heritage, który do tej pory w Londynie wzniósł ponad 300 tablic.

## Kryteria
Niebieską tablicę przyznaje się, jeśli od śmierci danej osoby minęło 20 lat lub 100 lat od jej urodzenia. Nominowana osoba:
- musi zostać uznana za wybitną wśród członków profesji,
- powinna w szczególny sposób przyczynić się do szczęścia i dobrobytu ludzi,
- powinna mieszkać przez dłuższy okres  w znaczącym okresie jej życia i twórczości,
- powinna być rozpoznawalna dla zwykłego człowieka lub zasłużyła na narodowe uznanie.

W przypadku cudzoziemców, kandydaci powinni być rozpoznawalni na arenie międzynarodowej lub posiadać znaczącą pozycję w swoim kraju. Tablice mogą być wznoszone na rzeczywistej kamienicy, w której zamieszkiwała dana osoba, nie w miejscu, gdzie kiedyś stał budynek. Tablice są nie wznoszone na ścianach działowych, słupach bramowych, budynkach edukacyjnych lub eklezjalnych, lub budynkach Inns of Court. Budynki te powinny być widoczne z drogi publicznej, chyba że sprawa zostanie uznana za wyjątkową. Osoba może być uhonorowana tablicą tylko jeden raz.

## Polacy upamiętnieni tablicą
- Fryderyk Chopin (1981)[3]
- Edward Bernard Raczyński (2004)[4]